# کارل هارتمن
کارل هارتمن (چکی: Karel Hartmann; ۶ ژوئیهٔ ۱۸۸۵ – ۱۶ اکتبر ۱۹۴۴) بازیکن هاکی روی یخ اهل چکسلواکی بود.